# جيمس دالي (لاعب كرة قدم)
جيمس دالي (بالإنجليزية: James Daly)‏ هو لاعب كرة قدم بريطاني في مركز الهجوم، ولد في 12 يناير 2000 في إنجلترا في المملكة المتحدة. لعب مع كريستال بالاس ونادي بريستول روفيرز.

## وصلات خارجية
- جيمس دالي (لاعب كرة قدم) على موقع قاعدة بيانات كرة القدم.إي يو (الإنجليزية)
- جيمس دالي (لاعب كرة قدم) على موقع Soccerbase.com (لاعب) (الإنجليزية)
- جيمس دالي (لاعب كرة قدم) على موقع Soccerway.com (الإنجليزية)